# Troços
Troços fou una revista avantguardista publicada per primer cop l'any 1916. Troços era una revista dedicada a la literatura i a les notícies d'art. Josep Maria Junoy era un defensor de França (el context històric correspon a la Primera Guerra Mundial i aquest sentiment el mostra en la presentació de la segona època de la revista quan escriu Vive la France en una nota preliminar on explica que es continua Troços tot i l'aturada. A la revista s'hi van publicar traduccions d'autors estrangers com Pierre-Albert Birot, Philippe Soupault, Egio Bolongaro i Pierre Reverdy. Així mateix, es van publicar obres originals de Josep Maria Junoy i Muns, Joaquim Folguera i J. V. Foix. També hi havia dibuixos de Pere Ynglada, Joan Miró, Cels Lagar, Frank Burty, Albert Gleizes i Enric C. Ricart. La revista Troços, malgrat els pocs números que se'n van editar, té una vàlua bibliogràfica molt gran i és una gran font per a l'Avantguardisme europeu.
Estava dirigida per Josep Maria Junoy i Muns, el qual al mateix temps n'era el propietari. En aquest primer moment se'n va editar únicament un número del qual se'n van fer 101 exemplars Aquest número tenia 8 pàgines i unes dimensions de 223x135 mm. La seva impressió era de qualitat i es feia a la casa Oliva de Vilanova. El seu preu era de 2,50 pessetes.
Un any més tard, el 1917, apareix el mateix títol dirigit pel mateix Josep Maria Junoy i Muns. Com a excepció, el número 4 d'aquesta nova tirada va ser dirigit per J.V. Foix. La revista tenia en aquell moment un format una mica més petit (193x149mm) i també tenia 8 pàgines. Va estar impresa a la casa can Galve i la redacció estava a Galeries Dalmau, al carrer Portaferrissa, 18 de Barcelona. La revista en aquests moments tenia una periodicitat mensual tot i que hi va haver una aturada de 4 mesos. El número valia 45 cèntims de pesseta.